# Zadnia Garajowa Kopa
Zadnia Garajowa Kopa (słow. Zadná Garajova kopa, 1949 m) – szczyt Liptowskich Kop (Liptovské kopy) położony pomiędzy Cichym Wierchem (Tichý vrch), od którego oddziela go Wierchcicha Przełączka (Tiché sedlo), a Małą Garajową Kopą (Malá Garajova kopa), od której oddziela go Garajowa Przełęcz Niżnia (Nižné Garajovo sedlo) położona na wysokości ok. 1900 m.

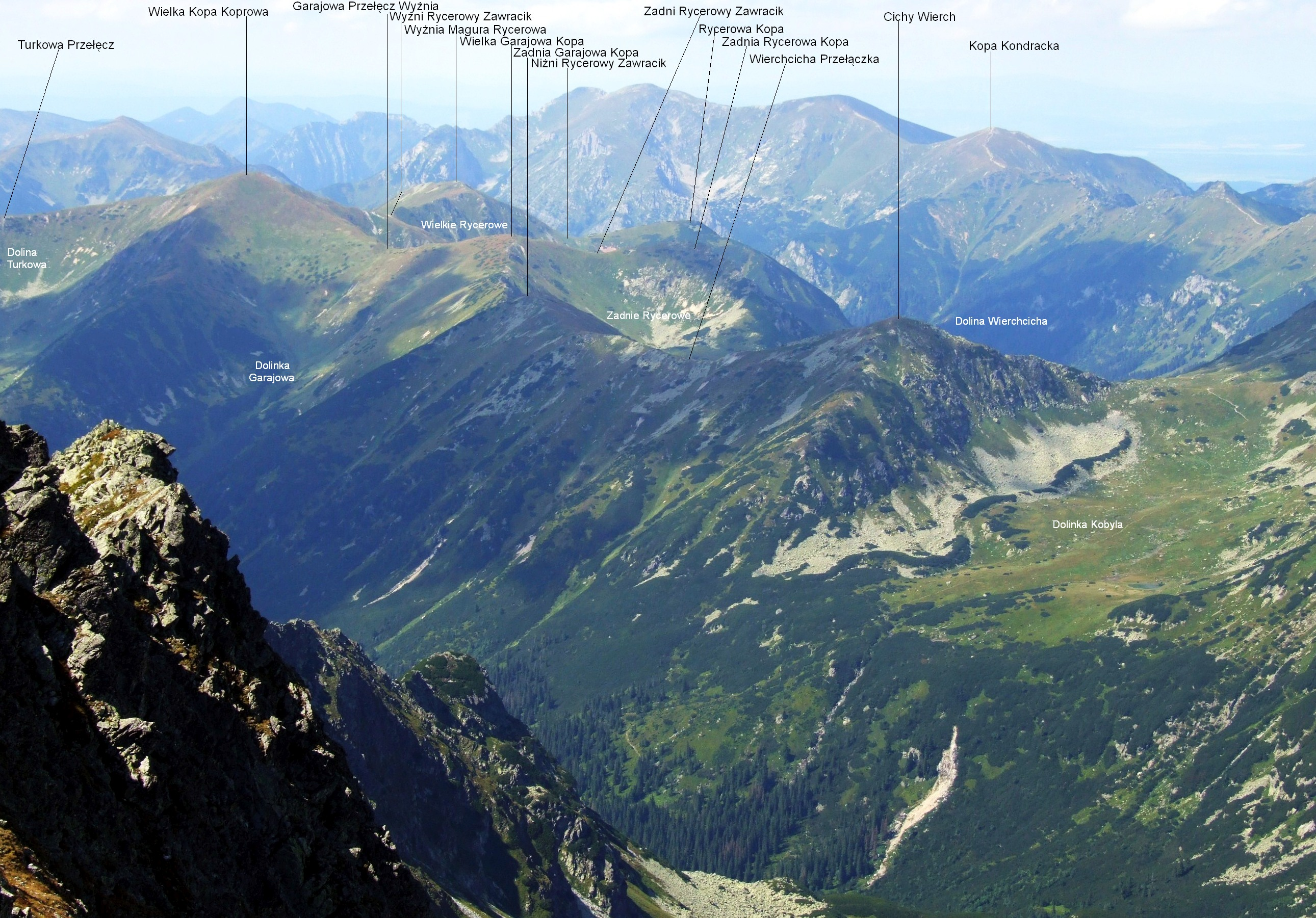
Widok z Koprowego Wierchu

Północne, trawiasto-skaliste zbocze Zadniej Garajowej Kopy opada do Zadniego Rycerowego (Zadné Licierovo). Krótka grzęda schodząca od wierzchołka do tego kotła zakończona jest u dołu 40-metrową ścianką. W kierunku południowym od szczytu odchodzi ramię ograniczające od wschodu Dolinkę Garajową (Garajova dolina). Na łagodnych stokach opadających do dolinki prowadzona jest rekultywacja zarośli kosodrzewiny, zniszczonych niegdyś przez intensywne wypasy.
Drogi na szczyt były znane od dawna pasterzom i kłusownikom. Pierwsze odnotowane wejście turystyczne zimowe – Józef Grabowski z pięcioma osobami towarzyszącymi 3 marca 1912 r.